# Flagellocythere arenicola
Flagellocythere arenicola is een mosselkreeftjessoort uit de familie van de Cytherideidae. De wetenschappelijke naam van de soort is voor het eerst geldig gepubliceerd in 1974 door Hartmann.